# Phạm Hoài Nam
Phạm Hoài Nam (sinh năm 1967) là một sĩ quan cấp cao của Quân đội nhân dân Việt Nam, hàm Thượng tướng. Ông hiện giữ chức vụ Thứ trưởng Bộ Quốc phòng; trong Đảng Cộng sản Việt Nam, ông là Ủy viên Ban Chấp hành Trung ương, Ủy viên Quân ủy Trung ương - cơ quan lãnh đạo mọi mặt đối với Quân đội nhân dân Việt Nam. Ông có gần 36 năm phục vụ và chỉ huy trực tiếp Hải quân nhân dân Việt Nam, trước khi trở thành người thứ 2 từ lực lượng này giữ chức vụ Thứ trưởng Bộ Quốc phòng.

## Thân thế và giáo dục
Phạm Hoài Nam sinh ngày 21 tháng 2 năm 1967, quê quán ở phường Hoài Hảo, thị xã Hoài Nhơn, tỉnh Bình Định.
Năm 1990, ông tốt nghiệp loại xuất sắc (Huy chương vàng duy nhất toàn khóa) tại Học viện Hải quân Baku (Liên Xô).
Các trường đào tạo đã qua:
1. Học viện Kỹ thuật Quân sự
2. Học viện Hải quân Baku (Liên Xô)
3. Học viện Hải quân Nha Trang
4. Học viện Lục quân Đà Lạt
5. Học viện Quốc phòng
6. Học viện Chính trị Quốc gia Hồ Chí Minh, nhận bằng Cao cấp Lý luận chính trị
7. Viện đào tạo cán bộ cao cấp Hàn Quốc (COTI) (ngắn hạn)

## Sự nghiệp
Năm 1984, ông nhập ngũ.
Ông là sĩ quan Hải quân phát triển từ các đơn vị cơ sở, đã trải qua các chức vụ quan trọng của Hải quân Nhân dân Việt Nam.
Từ Thuyền trưởng Tàu tên lửa rồi Hải đội trưởng, Lữ đoàn trưởng, Tư lệnh Vùng Hải quân.
Trong thời gian làm Lữ đoàn trưởng Lữ đoàn 162, Lữ đoàn được mệnh danh "quả đấm thép" của Hải quân Việt Nam trong giai đoạn 2005–2009, ông đã nỗ lực tập trung xây dựng Lữ đoàn trở thành đơn vị thiện chiến, chính quy, hiện đại nhất bậc nhất của Quân chủng Hải quân.
Ông có tác phong làm việc khoa học và đặc biệt là một người chỉ huy rất gần gũi với lính của mình. Là một người chỉ huy nhận được sự kính trọng đặc biệt trong mỗi câu chuyện mà thuộc cấp của ông nói về ông.
Năm 2009, ông được bổ nhiệm giữ chức Phó Tư lệnh kiêm Tham mưu trưởng Vùng 4 Hải quân.
Năm 2012, Bộ trưởng Bộ Quốc phòng Phùng Quang Thanh ký quyết định bổ nhiệm ông (khi này mang quân hàm Đại tá) giữ chức Tư lệnh Vùng 4 Hải quân. Vùng 4 Hải quân là một vùng lớn đứng chân trên vùng biển chiến lược có căn cứ Cam Ranh và quần đảo Trường Sa (Việt Nam), là nơi rèn luyện, thử thách nhiều thế hệ cán bộ chỉ huy các cấp của Hải quân.
Tháng 4 năm 2014, ông được bổ nhiệm giữ chức Phó Tư lệnh - Tham mưu trưởng Quân chủng Hải quân.
Tháng 6 năm 2015, Thủ tướng Chính phủ Nguyễn Tấn Dũng quyết định bổ nhiệm ông làm Tư lệnh Quân chủng Hải quân.
Ngày 16 tháng 6 năm 2018, ông được Chủ tịch nước Trần Đại Quang thăng quân hàm từ Chuẩn Đô đốc lên Phó Đô đốc.
Với khả năng giao tiếp tốt bằng tiếng Nga và Anh, gần gũi, tự tin và chân thành, ông được bạn bè và đồng nghiệp quốc tế kính trọng. Ông có mối quan hệ bằng hữu với nguyên Tư lệnh Hải quân các nước Nga, Ấn Độ, Nhật Bản, Hàn Quốc và ASEAN.
Ngày 14 tháng 7 năm 2020, Thủ tướng Chính phủ Nguyễn Xuân Phúc quyết định bổ nhiệm ông giữ chức Thứ trưởng Bộ Quốc phòng.
Ngày 28 tháng 7 năm 2020, ông chính thức bàn giao chức vụ Tư lệnh Quân chủng Hải quân cho Chuẩn Đô đốc Trần Thanh Nghiêm, người đang là Phó Tư lệnh kiêm Tham mưu trưởng Quân chủng Hải quân phụ trách Tư lệnh Quân chủng Hải quân.
Ngày 22 tháng 11 năm 2021, ông được Chủ tịch nước Nguyễn Xuân Phúc trao Quyết định thăng quân hàm trước thời hạn từ Phó Đô đốc lên Thượng tướng.

### Tham giaTrung ương Đảng
Tháng 1 năm 2011, tại Đại hội đại biểu toàn quốc lần thứ XI của Đảng Cộng sản Việt Nam, ông được bầu làm Ủy viên dự khuyết Ban Chấp hành Trung ương Đảng Cộng sản Việt Nam khoá XI, nhiệm kỳ 2011-2016.
Tháng 1 năm 2016, tại Đại hội đại biểu toàn quốc lần thứ XII của Đảng Cộng sản Việt Nam, ông được bầu làm Ủy viên chính thức Ban Chấp hành Trung ương Đảng Cộng sản Việt Nam khoá XII, nhiệm kỳ 2016-2021.
Tháng 1 năm 2021, tại Đại hội đại biểu toàn quốc lần thứ XIII của Đảng Cộng sản Việt Nam, ông trúng cử Ủy viên Ban Chấp hành Trung ương Đảng Cộng sản Việt Nam khoá XIII, nhiệm kỳ 2021-2026.

## Phát biểu
- Phát biểu tại Lễ gặp mặt quân nhân chuyên nghiệp Xuân Canh Tý 2020:
| “ | Đội ngũ quân nhân chuyên nghiệp chiếm tỷ lệ cao, được biên chế ở tất cả các lực lượng trong Quân chủng; là lực lượng nòng cốt, xương sống, góp phần quan trọng vào việc hoàn thành nhiệm vụ chính trị trung tâm của Quân chủng. | ” |

- Khi nói về Quân chủng Hải quân, ông khẳng định:
| “ | Quân chủng Hải quân là quân chủng chiến đấu, quân chủng kỹ thuật, là quân chủng hiện đại, phải mang tầm vóc quốc tế. | ” |

## Lịch sử phong, thăng cấp bậc quân hàm
| Năm       | 1990     | 1992      | 1995   | 1998     | 2002     | 2006      | 2010   | 2014         | 6.2018     | 11.2021      |
| --------- | -------- | --------- | ------ | -------- | -------- | --------- | ------ | ------------ | ---------- | ------------ |
| Cấp hiệu  |          |           |        |          |          |           |        |              |            |              |
| Danh xưng | Trung úy | Thượng úy | Đại úy | Thiếu tá | Trung tá | Thượng tá | Đại tá | Chuẩn Đô đốc | Phó Đô đốc | Thượng tướng |